# Meganephria pontica
Meganephria pontica är en fjärilsart som beskrevs av Max Wilhelm Karl Draudt 1936. Meganephria pontica ingår i släktet Meganephria och familjen nattflyn. Inga underarter finns listade i Catalogue of Life.